# ツルベロ ラプター

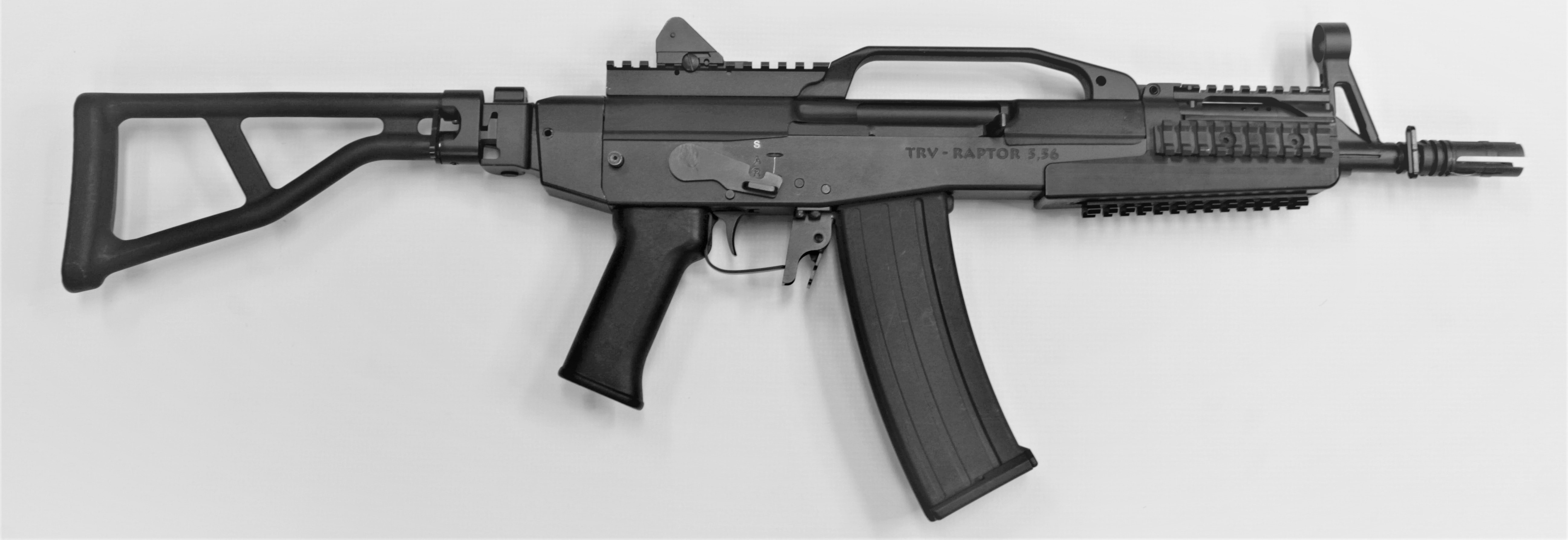
ツルベロ ラプター（5.56x45mmモデル）

ツルベロ ラプター（Truvelo Raptor）とは、南アフリカを本拠とする、ツルベロ・マニュファクチャーズ社傘下のツルベロ・アーモリー社が生産するアサルトライフルである。

## 開発･製造までの経緯
南アフリカ最大の兵器コンツェルンであるデネル・ランド・システムズ傘下のベクター小火器（銃器）事業部が、かつてイスラエルのIMI社（現IWI社）よりライセンス権利を購入し生産していたR4シリーズ（ガリル・アサルトライフル）の製造を、近年打ち切った。
しかしながら、治安の悪い南アフリカ国内の軍・警察機関におけるアサルトライフルの需要が存在するため、R4シリーズに代わる国産アサルトライフルを求める声は極めて大きかった。
ベクター事業部に次ぐ規模の銃器メーカーであるツルベロ・アーモリー社はスナイパー・ライフル、特に.50BMG弾薬や20mm機関砲弾薬を使用するロングレンジ/アンチマテリアルライフル（遠距離及び対物狙撃向けライフル）の製造を主とするメーカーで、この他に独特な外見とメカニズムを持つネオステッドショットガン（ツルベロ社傘下のネオステッド社原案）、イングラムM10を自国向けにアレンジしたサブマシンガンのBXPも製造していたが、主力製品となりうるアサルトライフルの分野はベクター事業部のR4シリーズに譲っていた。
だが、R4シリーズが生産完了となり、この機会をビジネスチャンスと見たツルベロ社は、R4シリーズに代わる次世代アサルトライフルの製造に名乗りを上げ、計画を打ち出した。
2005年に基礎を完成させたアサルトライフル・システムは“ラプター”と名付けられ、改良を重ねつつ2008年より本格的な生産及び販売を開始した。

## 特徴･基本仕様
R4シリーズの後継・発展型として開発されたため、内部機構などはガリルやその他AK系と基礎こそ変わらないものの、変更点が見受けられる。
作動閉鎖システムはガリルとAK系に準じたガスオペレーテッド/ロングストローク/ピストンヘッド/ロテイティング/ボルトだが、オリジナルが2個のボルトロッキング・ラグを使用する事に対し、ラプターではM16系に準じた6個のボルトロッキング・ラグとなっている。
コッキングハンドルはボルトに直接取り付けられており、右側面のエジェクションポートからはみ出た格好となっている。近年製作されるアサルトライフルのようにコッキングハンドルを左側面に取り付ける事は出来ない。
口径（使用弾薬）は基本の5.56mm×45と、AK系の口径7.62mm×39の二種類となっている。口径5.56mm×45のライフリングは6条・7インチ右一回転、口径7.62mm×39は10インチ右一回転である。
マズル・コンペンセイターは従来のR4向けの物と、ライフルグレネードの装着に対応するNATO互換型を選択出来る。
マガジンは、口径5.56mm×45モデルでは従来のガリル向けマガジン及びそれと互換性のあるセンサテック（合成樹脂）製のマガジンを使用する。5発・10発・20発・30発・35発・50発のバリエーションがあり（35発が基本）、これもツルベロ社から生産・供給される。他にM16系STANAG マガジンもアダプター併用で流用可能とする。口径7.62mm×39モデルではAK系マガジンを流用し、装弾数は30発とする。
レシーバー部分は金属製であり、削り出しで製作される。近年のセンサテックを大幅に用いたライフルと比べると重量のあるモデルに分類される（インファントリー・モデルでは4.6kg）。側面には大きくTRV （口径名） Raptorと刻印が打たれている。
ストックはFN FALのバットストックを伸ばした改良型ストックを通常装備とする。このストックは従来のR4向けの品の中央部に支柱を設けた改良品となっている。近年のモデルではM4系に準じたテレスコピック（伸縮式）ストックにも交換可能で、ユーザーの幅広い要求に応えられる仕様としている。
キャリングハンドル装備のレシーバー上部やハンドガード部に4つのピカティニーレールを装備し、ドットサイトでの照準を前提とする。アイアンサイトも存在し、リアサイト部は折りたたみや微調整可能な非常用だが、それとは別にレール取り付け型のリアサイトも存在する。ドットサイトはエイムポイント社製照準器が標準で付属する。
なお、R4シリーズをベースとしてはいるが、あくまでツルベロ社オリジナルの開発であるため、IWI社のガリル及びそのライセンスとは一切関係なく、ツルベロ社の製品として販売されている。

## バリエーション
ラプターシリーズは主に以下の二つに分けられる。

### ラプター・インファントリー
基礎モデル。ストック全開時の全長は965mm、閉じた際の全長は750mm、バレル長17インチ（約431mm）重量は4.6kgとなる。銃口初速は910m/s、フルオートマチック時の発射速度は600-750発/分。
オプションとして専用のバヨネット（銃剣）と独自開発の40mmグレネードランチャー（M203も取り付け可能）、バイポッドが存在する。
バイポッド取り付け時は、簡易的な狙撃銃や軽機関銃としても流用可能である。

### ラプター・カービン
名前通り、バレルを短縮した騎兵銃モデル。ストック全開時の全長は840mm、閉じた際の全長は605mm、バレル長は12インチ（約304mm）、重量は4kgである。
更に全長を短縮化するため、ストックを省略したサブマシンガン並の全長を持つモデル（通称ラプター・コンパクト）も存在する。
代わりに専用バーチカルグリップが存在し、フルオート射撃時の安定化を図っている。

## 採用状況
南アフリカ軍にテスト目的で少数採用されている。
なお、ツルベロ社は他国にも売り込んでいるが、市場にはライバルとなる多数のAK系ライフルが存在するため苦戦しており、現在他国での採用はない。